# Aurecon
 (juillet 2024).
Si vous disposez d'ouvrages ou d'articles de référence ou si vous connaissez des sites web de qualité traitant du thème abordé ici, merci de compléter l'article en donnant les références utiles à sa vérifiabilité et en les liant à la section « Notes et références ».
Aurecon est un bureau d'études et de conseil en ingénierie multi-spécialisé singapourien[Information douteuse].
En 2024, Aurecon se sert de l'intelligence artificielle pour l'assistance à la construction de ponts.